# Енрике Иглесиас
Вижте пояснителната страница за други личности с името Енрике.
Енрике Мигел Иглесиас Прейслер (на испански: Enrique Miguel Iglesias Preysler) е испански певец, роден на 8 май 1975 г. в Мадрид, Испания.
Иглесиас е син на известния испански певец Хулио Иглесиас и филипинската манекенка Исабел Прейслер. Има трима братя – Хулио Хосе, Мигел Алехандро и Родриго, както и три сестри – Мария Исабел (Чабели), Тамара и Ана. От 20 години негова партньорка в живота е руската тенисистка Анна Курникова, с която живеят в Маями, САЩ и имат близнаци Николас и Луси, както и момиченце Мари (Маша).
Енрике Иглесиас става известен съвсем млад с албум на испански език (Enrique Iglesias, 1995). Този албум е изключително успешен и му спечелва награда Грами за най-добър испански изпълнител . По-късно продължава кариерата си /с албумите „Vivir“ 1997 (спечелил му номинация за American Music Award), „Cosas del Amor“ 1998/ и със заглавия на английски /"Enrique" 1999, „Escape“ 2001, „Quizas“ 2002/; През 2003 г. издава поредния си англоезичен албум озаглавен „7“ с което показва, че това е седмият му пореден албум, лансирани в международен мащаб от MTV и другите интернационални музикални канали. През 2004 той издава албума Bailamos: Greatest Hits. По-късно след кратка пауза от три години /в които Енрике твори поредният си албум издава албума си „Insomniac“, което в превод от английски означава безсънник, през 2008 г. издава албума „Uno 95/08“ best album на испански и е петият №1 испаноезичен албум на звездата. В него са включени както хитове от предишните му албуми така и песни написани специално за този албум. През ноември 2008 г. Енрике издава нов „Greatest Hits – In stores now“ Изработва независим от този на баща си стил (поп с елементи на рок и балада).
Участва в редица филми и в сериалите „Двама мъже и половина“ и „Как се запознах с майка ви“. Печели много награди и неведнъж достига първи места в музикалните класации. Участва в концерт за кампанията „Да спасим света“. Песните, с които е най-добре познат на аудиторията са Bailamos, Hero, Be With You, Escape, Love To See You Cry, Do You Know? (The Ping Pong Song), „Escape“, „Can you hear me“, „Push“, „Somebody's Me“, „Love To See You Cry“, „I Like It", „Takin' Back My Love“, „Tonight“, Tired Of Being Sorry, Be With You, Dirty Dancer, Ring my bells, Bailando, Duele el corazon, Subeme La Radio и др.
За пръв път пее в България на концерта по случай 15-годишнината на М-Тел на 29 септември 2010 г. Негов промотутър е Лауд Консертс. На 14 декември 2015 г. се завръща в България за самостоятелен концерт, част от световното му турне Sex And Love Tour, в зала Арена Армеец. Поради огромния интерес към събитието, Енрике изпълни своите световни хитове в България отново на 14 май 2016 година в зала Арена Армеец. Две години и половина по-късно, на 6 ноември 2018 г., отново в Арена Армеец София, той изпълнява всичките си хитове. Концертът е част от турнето All The Hits Live.

## Дискография

### Студийни албуми

#### Албуми на испански език
- 1995 – Enrique Iglesias
- 1997 – Vivir
- 1998 – Cosas del Amor
- 2002 – Quizás

#### Албуми на английски език
- 1999 – Enrique
- 2001 – Escape
- 2003 – 7
- 2007 – Insomniac

#### Двуезични албуми
- 2010 – Euphoria
- 2014 – Sex and Love
- 2021 – Final (Vol. 1)

### Компилации
- 1998 – Remixes
- 1999 – Bailamos Greatest Hits
- 1999 – The Best Hits
- 2001 – 15 Kilates Musicales
- 2008 – Enrique Iglesias: 95/08 éxitos
- 2008 – Greatest Hits
- 2019 – Greatest Hits

### Сингли

#### Сингли на испански език
- 1995: Si Tú Te Vas
- 1996: Experiencia Religiosa
- 1996: Por amarte
- 1996: Muñeca Cruel
- 1996: No Llores Por Mí
- 1996: Trapecista
- 1997: Enamorado Por Primera Vez
- 1997: Sólo En Ti
- 1997: Volveré
- 1997: Miente
- 1997: Revolución
- 1997: Lluvia Cae
- 1998: Al Despertar
- 1998: Esperanza
- 1999: Nunca te olvidaré
- 1999: Bailamos (испанска версия)
- 1999: Ritmo Total
- 2000: Sólo Me Importas Tú
- 2001: Héroe
- 2002: Escapar
- 2002: No Apagues La Luz
- 2002: Mentiroso
- 2002: La Chica De Ayer
- 2002: Quizás
- 2003: Para Qué La Vida
- 2003: Adicto
- 2004: No Es Amor
- 2007: Dímelo
- 2007: Alguien Soy Yo
- 2007: Amigo Vulnerable
- 2008: ¿Dónde Están Corazón?
- 2008: Lloro Por Ti
- 2010: Cuando me enamoro
- 2010: No Me Digas Que No
- 2010: Ayer
- 2013: Loco
- 2013: El Perdedor
- 2014: Bailando
- 2015: Noche Y De Día
- 2015: El Perdón (с Ники Джам)
- 2016: DUELE EL CORAZÓN
- 2017: SÚBEME LA RADIO
- 2018: EL BAÑO
- 2018: Nos Fuimos Lejos (с Десемер Буено)

#### Сингли на английски език
- 1999: Bailamos
- 1999: Rhythm Divine
- 2000: Be With You
- 2000: Could I Have This Kiss Forever (с Уитни Хюстън)
- 2000: Sad Eyes
- 2001: Hero
- 2002: Escape
- 2002: Don't Turn Off The Lights
- 2002: Love To See You Cry
- 2002: Maybe
- 2003: Addicted
- 2004: Not In Love
- 2007: Do You Know? (The Ping Pong Song)
- 2007: Somebody's Me
- 2007: Ring My Bells
- 2007: Tired Of Being Sorry
- 2008: Push
- 2008: Can You Hear Me
- 2008: Away
- 2009: Takin' Back My Love
- 2010: I Like It
- 2010: Heartbeat
- 2010: Tonight (I'm F**kin' You) / Tonight (I'm Lovin' You)
- 2011: Dirty Dancer
- 2011: I Like How It Feels
- 2011: Naked (с ДЕВ)
- 2012: Finally Found You
- 2013: Turn The Night Up
- 2013: Heart Attack
- 2014: Bailando (английска версия)
- 2014: Let Me Be Your Lover
- 2018: MOVE TO MIAMI
- 2018: I Don't Dance (Without You) [с Матома]

## Видеоклипове
| Видеоклип                                                        | Премиера | Албум                               |
| ---------------------------------------------------------------- | -------- | ----------------------------------- |
| Si tú te vas                                                     | 1995     | Enrique Iglesias                    |
| Experiencia religiosa                                            | 1996     | Enrique Iglesias                    |
| Trapecista                                                       | 1996     | Enrique Iglesias                    |
| Enamorado por primera vez                                        | 1997     | Vivir                               |
| Sólo en ti                                                       | 1997     | Vivir                               |
| Esperanza                                                        | 1998     | Cosas del Amor                      |
| Nunca te olvidaré                                                | 1999     | Cosas del Amor                      |
| Ruleta rusa                                                      | 1999     | Cosas del Amor                      |
| Bailamos                                                         | 1999     | Cosas del Amor (лимитирано издание) |
| Bailamos (Wild Wild West версия)                                 | 1999     | Enrique                             |
| Bailamos (3-та версия)                                           | 1999     | -                                   |
| Rhythm divine/Ritmo total                                        | 1999     | Enrique                             |
| Be with you/Sólo me importas tú                                  | 2000     | Enrique                             |
| Could I Have This Kiss Forever (с Whitney Houston)               | 2000     | Enrique                             |
| Sad eyes/Más es amar                                             | 2000     | Enrique                             |
| You're my #1 (с Valen Hsu)                                       | 2000     | Enrique                             |
| You're my #1 (с Alsou)                                           | 2000     | Enrique                             |
| Hero/Héroe                                                       | 2001     | Escape                              |
| Escape                                                           | 2002     | Escape                              |
| Don't turn off the lights (1-ва и 2-ра версия)                   | 2002     | Escape                              |
| Love to see you cry (оригинална, френска и ремикс версия)        | 2002     | Escape                              |
| Maybe                                                            | 2002     | Escape                              |
| Mentiroso                                                        | 2002     | Quizás                              |
| Quizás                                                           | 2002     | Quizás                              |
| Para qué la vida                                                 | 2003     | Quizás                              |
| To Love A Woman (с Lionel Richie)                                | 2003     | Escape                              |
| Addicted (американска и британска версия)                        | 2003     | 7                                   |
| Adicto                                                           | 2003     | 7                                   |
| Not in love                                                      | 2004     | 7                                   |
| Do you know? (The ping pong song)/Dímelo                         | 2007     | Insomniac                           |
| Somebody's me/Alguien soy yo                                     | 2007     | Insomniac                           |
| Tired of being sorry                                             | 2007     | Insomniac                           |
| Ring my bells                                                    | 2007     | Insomniac                           |
| Push                                                             | 2008     | Insomniac                           |
| Can you hear me                                                  | 2008     | Greatest hits                       |
| Laisse le destin L'emporter                                      | 2008     | Insomniac                           |
| Away                                                             | 2008     | Greatest hits                       |
| ¿Dónde Están Corazón?                                            | 2008     | 95/08 éxitos                        |
| Lloro Por Ti                                                     | 2008     | 95/08 éxitos                        |
| Takin' Back My Love                                              | 2009     | Greatest hits                       |
| Cuando Me Enamoro                                                | 2010     | Euphoria                            |
| I Like It                                                        | 2010     | Euphoria                            |
| I Like It (Jersey Shore версия)                                  | 2010     | Euphoria                            |
| Heartbeat (оригинална и 'India Mix' версия)                      | 2010     | Euphoria                            |
| No Me Digas Que No (оригинална и соло версия)                    | 2010     | Euphoria                            |
| Tonight (I'm F**kin' You)/Tonight (I'm Lovin' You)               | 2010     | Euphoria                            |
| Dirty Dancer                                                     | 2011     | Euphoria                            |
| Ayer                                                             | 2011     | Euphoria                            |
| I Like How It Feels                                              | 2011     | Sex and love                        |
| Finally Found You                                                | 2012     | Sex and love                        |
| Turn The Night Up                                                | 2013     | Sex and love                        |
| Loco                                                             | 2013     | Sex and love                        |
| Heart Attack                                                     | 2013     | Sex and love                        |
| El Perdedor (оригинална и бачата версия)                         | 2014     | Sex and love                        |
| I'm A Freak                                                      | 2014     | Sex and love                        |
| Bailando (оригинална, английска, бразилска и португалска версия) | 2014     | Sex and love                        |
| Let Me Be Your Lover                                             | 2015     | Sex and love                        |
| Noche Y De Día                                                   | 2015     | Sex and Love                        |
| El Perdón (с Nicky Jam)                                          | 2015     | Fénix (албум на Nicky Jam)          |
| DUELE EL CORAZON                                                 | 2016     | -                                   |
| Messin' Around (с Pitbull)                                       | 2016     | Climate Change (албум на Pitbull)   |
| SUBEME LA RADIO                                                  | 2017     | -                                   |
| EL BAÑO                                                          | 2018     | -                                   |
| Nos Fuimos Lejos (с Descemer Bueno)                              | 2018     | -                                   |
| MOVE TO MIAMI                                                    | 2018     | -                                   |

## Турнета
- 1997: Vivir World Tour
- 1998: Cosas Del Amor Tour
- 2000: Enrique World Tour
- 2002: One Night Stand Tour
- 2002: Don't Turn Off The Lights Tour
- 2004: Seven World Tour
- 2007: Insomniac World Tour
- 2009: Greatest Hits Tour
- 2011 – 2012: Euphoria Tour
- 2012: Dance Again World Tour (с Дженифър Лопес)
- 2012: Enrique Iglesias India Tour
- 2014 – 2017: SEX and LOVE World Tour
- 2017: Enrique Iglesias and Pitbull Live! (с Питбул)
- 2018 – 2019: All The Hits Live Tour